# فرحات آيت علي
فرحات آيت علي إبراهيم سياسي وخبير اقتصادي جزائري، مدير الحملة الانتخابية لـ علي غديري، وزير الصناعة والمناجم عينه الرئيس عبد المجيد تبون بـحكومة جراد بتاريخ 2 يناير 2020. ثم أصبح وزيرًا للصناعة بعد فصل قطاع المناجم عن قطاع الصناعة في 23 يونيو 2020.

## نشأته ودراسته

### نشأته
ولد فرحات آيت علي إبراهيم بتاريخ 31 مايو 1963 بمدينة عين الحمام ولاية تيزي وزو.

### دراسته
- شهادة مفتش رئيسي للضرائب.[4]

## المناصب التي تولاها
تقلد عدة مناصب منها:
- وزير الصناعة والمناجم 2 يناير 2020.
- مستشار متخصص في النشاطات الصناعية.
- مفتش رئيسي للضرائب.